# Художественный музей Таоса
Художественный музей Таоса (англ. Taos Art Museum) — художественный музей в США, расположенный в городе Таос, штат Нью-Мексико. Был открыт в 1994 году.
Музей находится в бывшем доме русского художника Николая Фешина, где он жил с женой Александрой и дочерью Ией. Одной из задач музея является популяризация художников одноимённой арт-колонии. 
Создан проект по расширению музейного пространства для выставочной деятельности и музейных программ.

## История
После смерти Николая и Александры Фешиных дом унаследовала Ия Николаевна Фешина-Брэнхэм и основала в нём художественный музей в память об отце. 31 декабря 1979 года дом был добавлен в американский национальный регистр исторических мест.
В 2002 году, после её смерти дом перешел в наследство родственникам, которые продали его в 2003 году частному фонду, который создал собственно художественный музей и дом-музей Фешина. После приобретения дома, здание было отремонтировано и оснащено инженерными системами для поддержания его целостности. Музей взял слоган «Bring Taos art back to Taos».
Основу музейного собрания составили работы художников таосской арт-колонии. Здесь представлены почти все члены колонии. В настоящее время музей пополняется работами местных художников. Его коллекция составляет порядка 300 картин, рисунков и гравюр.

Дом Фешина
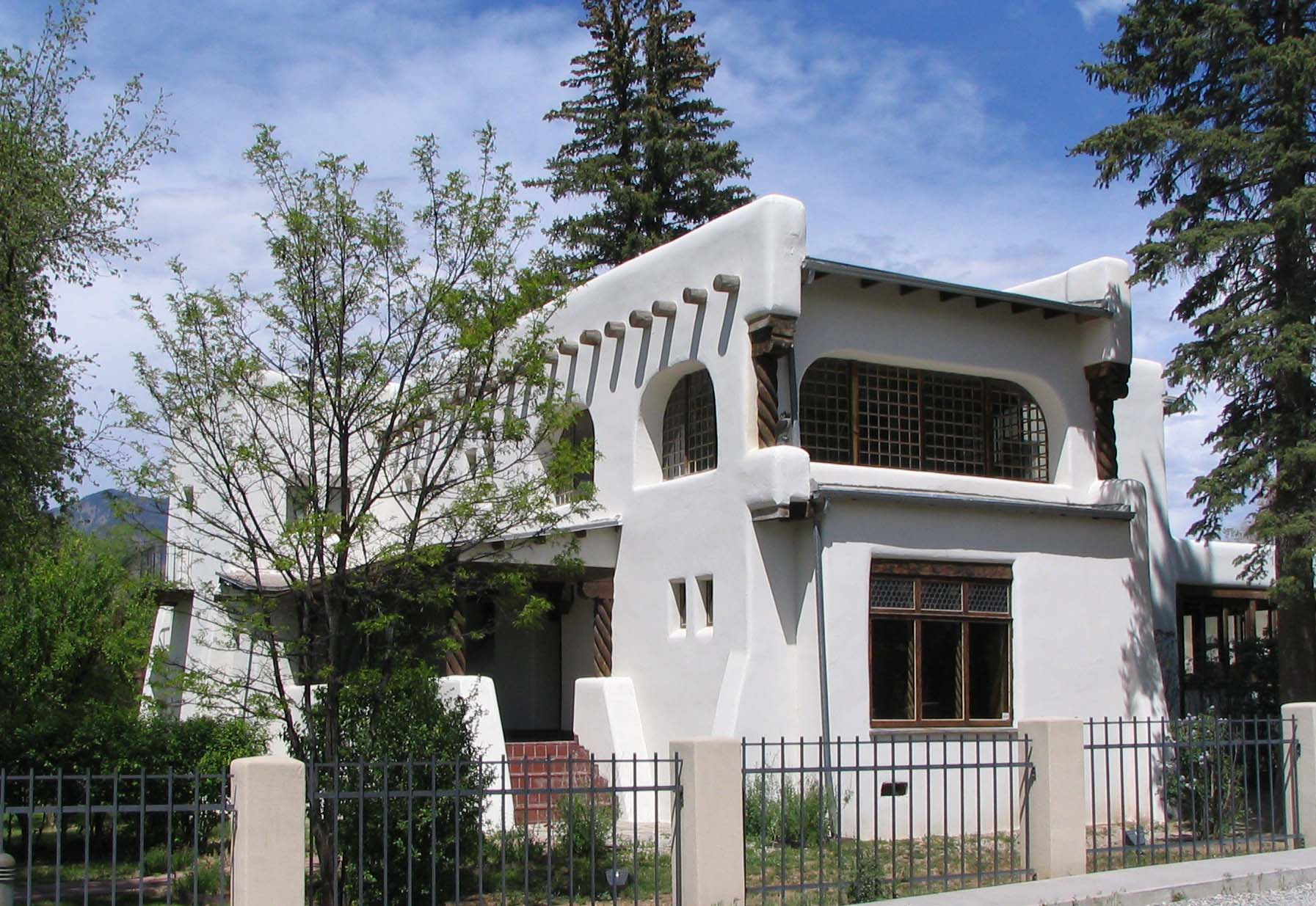
Внешний вид дома
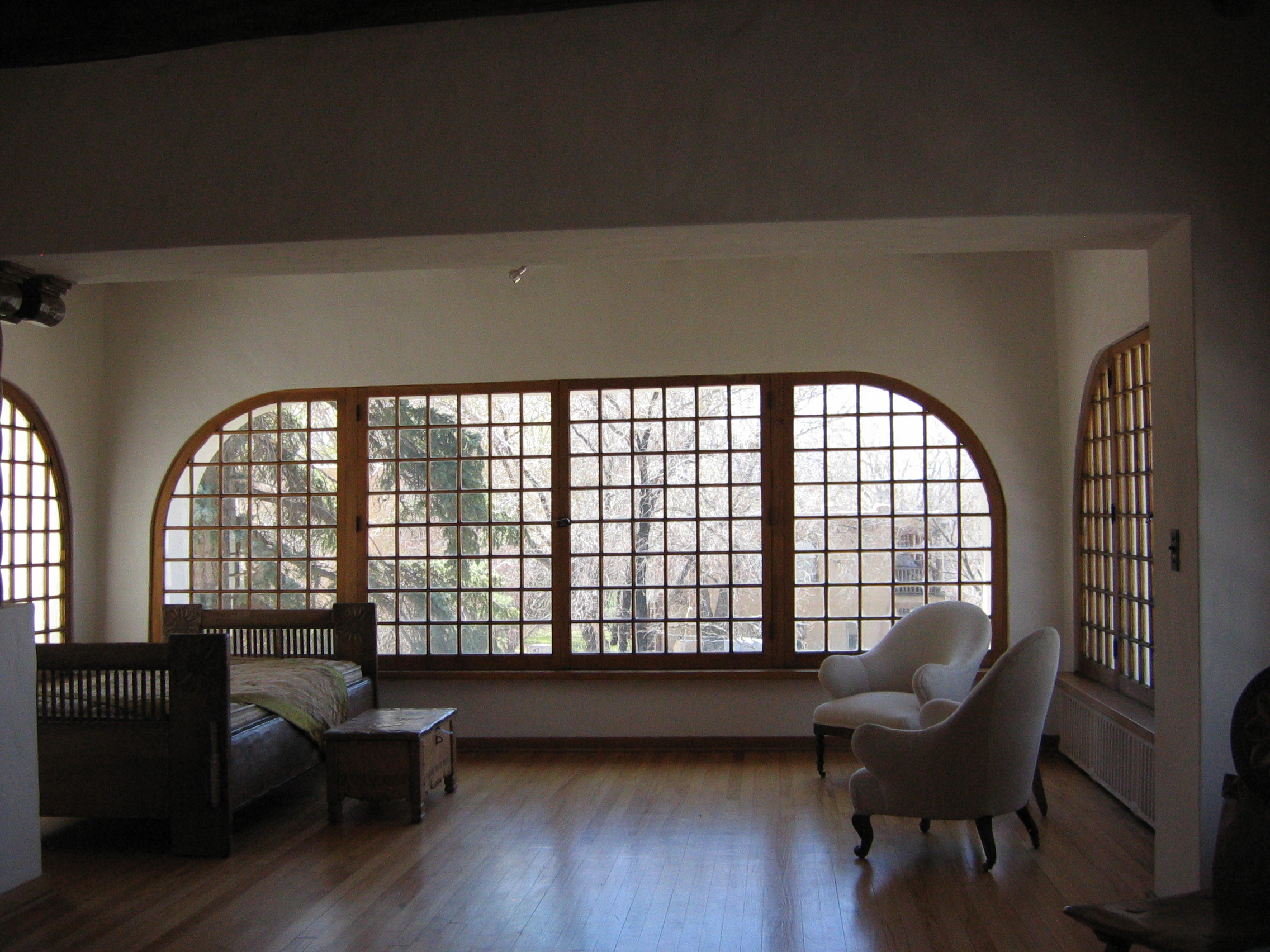
Детская спальня
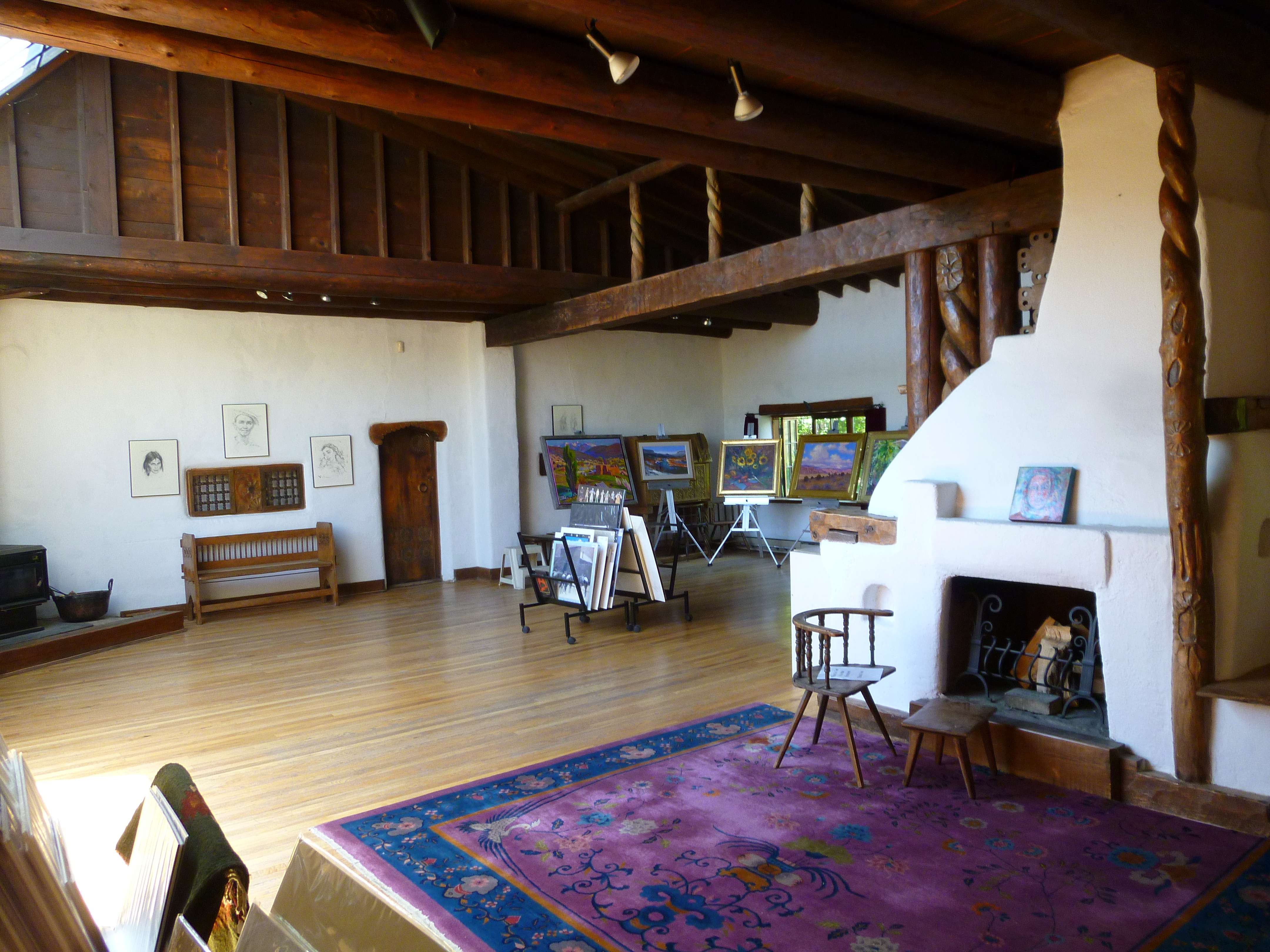
Студия художника